# كارلا ماكليود
كارلا ماكليود هي لاعبة هوكي الجليد كندية، ولدت في 16 يوليو 1982 في إدمونتون في كندا.

## وصلات خارجية
- كارلا ماكليود على موقع EliteProspects.com (الإنجليزية)
- كارلا ماكليود على موقع اللجنة الأولمبية الدولية (الإنجليزية)
- كارلا ماكليود على موقع أوليمبيديا (الإنجليزية)
- كارلا ماكليود على موقع اللجنة الأولمبية الكندية (الإنجليزية)